# Héctor Luna
Héctor Rafael Luna (Montecristi, 1 de febrero de 1980) es un infielder/outfielder dominicano de Grandes Ligas que se encuentra en la organización de los Chunichi Dragons de la Liga Japonesa. Es sobre todo un jugador de cuadro, pero ha jugado todas las posiciones a nivel de Grandes Ligas, excepto lanzador y el receptor.

## Carrera

### Grandes Ligas
Fue firmado como amateur por los Indios de Cleveland en 1999 y jugó de 2000 a 2003 en el farm system de los Indios, llegando a AA con los Akron Aeros en 2003.
Hizo su debut en Grandes Ligas el 8 de abril de 2004, con los Cardenales de San Luis después de haber sido drafteado desde los Indios de Cleveland en la Regla 5 en diciembre de 2003. Bateó un jonrón en su primer turno al bate, en contra del lanzador de los Cerveceros de Milwaukee, Chris Capuano en la apertura de la parte baja de la tercera entrada.
En la Serie Mundial de 2004 contra los Medias Rojas de Boston, Luna apareció en un juego. En la octava entrada del cuarto juego, bateó de emergente por Tony Womack y se ponchó tirándole.
El 30 de julio de 2006, Luna fue cambiado por los Cardenales a los Indios de Cleveland por el segunda base Ronnie Belliard. compartió deberes en la segunda base con Joe Inglett para el resto de la temporada.
Después de la temporada 2006, los Indios adquirieron a Josh Barfield de los Padres de San Diego para ser el segunda base del equipo todos los días, dejando a Luna batallando por un lugar dentro del cuadro con otros tres candidatos durante los entrenamientos de primavera de 2007. Su mal desempeño durante la pretemporada, cometiendo ocho errores y bateando apenas.012 en 28 partidos durante la primavera. Los Indios mantuvieron a Mike Rouse como su jugador de cuadro reserva y enviaron a Luna para los Buffalo Bisons en AAA. El 3 de agosto, los Azulejos de Toronto reclamaron a Luna desde waivers y jugó en 22 partidos en 2007 y dos en el 2008 con Toronto.
Se convirtió en agente libre tras la temporada de 2008 y firmó un contrato de ligas menores con los Dodgers de Los Ángeles.
Luna fue asignado al equipo de AAA, Isótopos de Albuquerque para la temporada 2009. tuvo un gran año con los Isótopos, bateando.351 con 17 jonrones y 51 carreras impulsadas. Pasó 2010 en el sistema de los Marlins de Florida y apareció en 27 partidos para los Marlins a final de la temporada, bateando.138.
El 3 de enero de 2011, Luna firmó un contrato de ligas menores con los Medias Rojas de Boston.
El 21 de diciembre de 2011, Luna firmó un contato de ligas menores con los Filis de Filadelfia.
Después de abrir la temporada 2012 en AAA con el equipo Lehigh Valley IronPigs, su contrato fue adquirido por los Filis el 11 de mayo. Luna reemplazó al lesionado Laynce Nix en el roster de los Filis. Conectó un grand slam en su primera visita oficial al bate cinco días más tarde contra los Cachorros de Chicago en el Wrigley Field. Fue liberado por los Filis el 30 de agosto de 2012.
Luna firmó con los Piratas de Pittsburgh el 31 de agosto de 2012. En noviembre de 2012, Luna se convirtió en un agente libre.

### Liga Japonesa
En noviembre de 2012, Luna firmó con los Chunichi Dragons por $450,000 con un máximo de $200,000 en incentivos.